# Bernardino Tomitano
Bernardino Tomitano (Padova, 1517 – Padova, 1576) è stato un medico, letterato e filosofo italiano, fondatore di accademie letterarie, autore di commenti alle opere di Aristotele e di scritti di logica, alcuni dei quali ancora inediti.

## Biografia
Nacque a Padova da una famiglia originaria di Feltre. Frequentò i corsi di filosofia e medicina all'Università di Padova e si laureò in ambedue le discipline nel 1535, appena diciottenne. Nel 1539 fu deputato dal Senato Veneto a leggere l'Organon di Aristotele alla "Scuola di logica" dell'Università, incarico che conservò fino al 1563. Nel periodo in cui rimase a Padova strinse amicizia, fra gli altri, con Sperone Speroni, Pietro Bembo, Jacopo Sadoleto, Paolo Giovio, Bernardo Navagero, Girolamo Fracastoro e Aldo Manuzio, e fece parte dell'Accademia degli Infiammati, il cui proposito era scrivere "compiutamente" in lingua toscana e lingua veneta; le discussioni all'accademia degli Infiammati sono alla base dei Quattro libri de la lingua thoscana. Scrisse anche due brevi dissertazioni matematiche: il Moisè-Geometria (1550), la dimostrazione del teorema "due rette possono avvicinarsi all'infinito senza mai unirsi", intuito dal profeta ebreo per Grazia divina, e Introductio Cosmographiae, lezioni di geometria a fondamento della cosmografia tolemaica (1551).
Nel 1554 fu accusato dal Santo Uffizio veneto di eresia per un'opera, divulgata a suo nome nel 1547 intitolata Espositione letterale del testo di Mattheo Evangelista, traduzione della parafrasi di Erasmo da Rotterdam al Vangelo secondo Matteo. Tomitano dimostrò, con due scritti, che quell'opera non era sua, ma edita a sua insaputa da un "nobile signore N., con cui era assai famigliare". Fu creduto e assolto, ma da allora in poi i suoi scritti divennero alquanto conformisti.
Nel 1563 non ottenne la cattedra di "ordinaria filosofia" a cui aspirava. Deluso lasciò Padova e si trasferì con la famiglia a Venezia dove esercitò con successo la professione di medico. L'opera più importante del periodo veneziano, a parte la biografia di Astorre Baglioni, furono il De morbo gallico in due libri, e il carme encomiastico Thetis in onore di Enrico III di Francia nominato anche re di Polonia (1573).

## Opere
- Introductio ad Sophisticos Elenchos Aristotelis. Eiusdem brevis methodus diluendorum paralogismorum per divisionem, praeter illa quae Aristoteles habuit in Elenchis. Quam methodum B. Tomitanus ex dialogis Platonis et ex Aristotele nuper invenit. Adiecta sunt Famigerata veterum Sophismatum exernpla, ad exercitationem adolescentium, Venezia 1544
- Ragionamenti della lingua Toscana, doue si parla del perfetto oratore, & poeta uolgari, dell'eccellente medico & philosopho Bernardin Tomitano, diuisi in tre libri. Nel primo si pruoua la philosophia esser necessaria allo acquistamento della rhetorica & poetica. Nel secondo si ragiona de i precetti dell'oratore. Et nel terzo, delle leggi appartenenti al poeta, & al bene scriuere, si nella prosa, come nel uerso, Venezia, Giovanni de Farri & fratelli, 1546. Nuova ediz. Quattro libri della lingua thoscana di M. Bernardino Tomitano. Oue si prova la philosophia esser necessaria al perfetto oratore, & poeta con due libri nuouamente aggionti, de i precetti richiesti a lo scriuere, & parlar con eloquenza, Padoua, Lorenzo Pasquati, 1569.
- Sonetti e Canzoni, in Rime diuerse di molti eccellentiss. autori nuouamente raccolte. Libro primo, con nuoua additione ristampato, Venezia Gabriel Giolito De Ferrarii, 1546
- Esposizione letterale del testo di Mattheo Evangelista, Venezia, 1547
- Sopra le Pistole di S. Paolo, Venezia, 1550[5]
- Moisè. Geometria, Mantova 1550
- Introductio Cosmographiea, Venezia 1551
- Prediche del reuerendissimo monsignor Cornelio Musso, vescouo di Bitonto, fatte in diuersi tempi, et in diuersi luoghi. Nelle quali si contengono molti santi euangelici precetti, non meno utili, che necessarij alla interior fabrica dell'huomo cristiano. Con la tauola delle cose più notabili in esse contenute, Venezia, Gabriel Giolito de Ferrari et fratelli, 1554
- Oratione recitata per nome de lo Studio de le Arti padovano ne la creatione del Serenissimo Principe di Vinetia M. Marcantonio Trivisano, Venezia, 1554
- Clonicus, sive de Reginaldi Poli laudibus, Venezia 1556
- Consiglio sopra la peste di Vinetia. Al Magnifico M. Francesco Longo del Clarissimo M. Antonio, Padova 1556
- Corydon, sive de Venetorum laudibus, et Carmen ad Laurentium Priolum Venetorum Principem, Venezia 1556
- G. Breznicio (a cura di). Animadversiones aliquot in primum librum Posteriorum Resolutoriorum. Contradictionum solutiones in Aristotelis et Averrois dicta, in primum librum Posteriorum Resolutoriorum. In novero Averrois Quaesita demonstrativa Argumenta, Venezia, 1562
- Consiglio de l'eccell. m. Bernardino Tomitano sopra la peste di Vinetia l'anno 1556, Padova, appresso Gratioso Perchacino, 1556
- De morbo gallico, in 2 voll, Venezia 1567
- Vita e fatti di Astorre Baglioni[6]
- Quattro libri della lingua thoscana, ove si prova la philosophia esser necessaria al perfetto oratore et poeta con due libri nuovamenti aggionti dei precetti richiesti a lo scrivere et parlar con eloquenza, Padova 1570
- Thetis. In adventu Regis Henrici III Galliae Christianissimi et IV Poloniae Serenissimi ad felicissimam Venetiarum urbem, Venezia, Ziletti 1574